# Silnice II/357
Silnice II/357 je silnice II. třídy v Pardubickém kraji a v Kraji Vysočina. Spojuje Choceň, Vysoké Mýto, Nové Hrady, Jimramov, Dalečín a Bystřici nad Pernštejnem.

## Trasa silnice
Odpojení od silnice II/317 (v Chocni) – Dvořisko – Vysoké Mýto (krátké napojení na silnici I/35) – Lhůta – Zádolí/Stříhanov – Libecina – Dvořiště – Leština – Mokrá Lhota – Nové Hrady (napojení na silnici II/358) – Polanka (odpojení od silnice II/358) – Bor u Skutče – Proseč – Paseky – Borová (krátké napojení na silnici I/34) – Betlém – Landráty – Telecí – Lačnov (napojení na silnici II/353) – Borovnice (odpojení od silnice II/353) – Jimramov (krátké napojení na silnici II/360) – Strachujov – Unčín – Dalečín – Písečné – Bystřice nad Pernštejnem (napojení na silnici II/388).
U Leštiny se napojuje silnice II/356 a v Jimramově silnice II/375. V Proseči se kříží se silnicí II/359 a v Bystřici nad Pernštejnem se silnicí I/19.

## Vodstvo na trase
Ve Vysokém Mýtě vede přes Loučnou a Mlýnský potok, v Nových Hradech přes Novohradku, v Borové přes Černý potok, v Jimramově přes Fryšávku, mezi Jimramovem a Strachujovem přes Věcovský potok, mezi Dalečínem a odbočkou na Velké Janovice přes Janovický potok a v Bystřici nad Pernštejnem přes Bystřici.

## Další fotografie

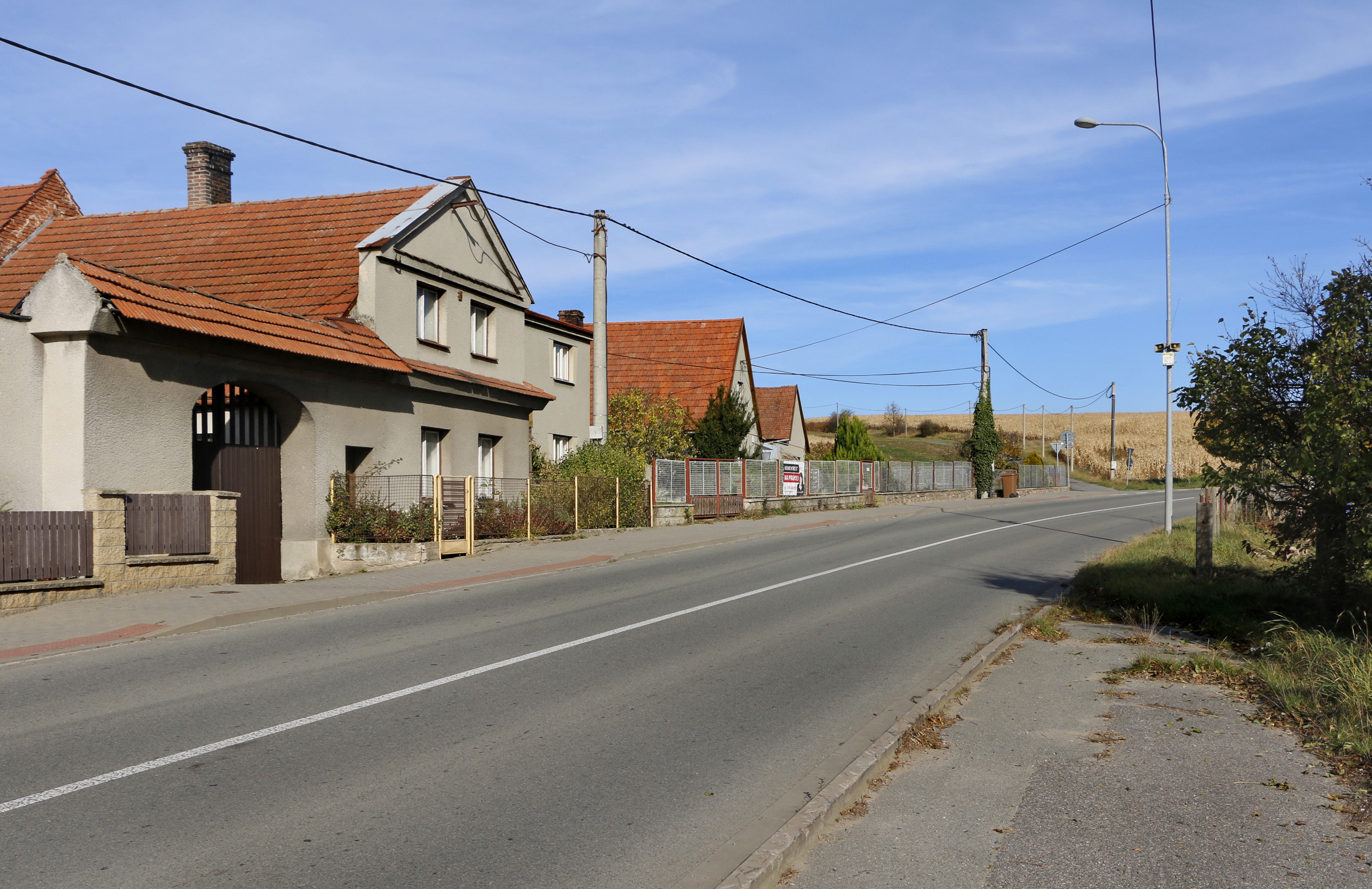
Lipová ulice ve Vysokém Mýtě
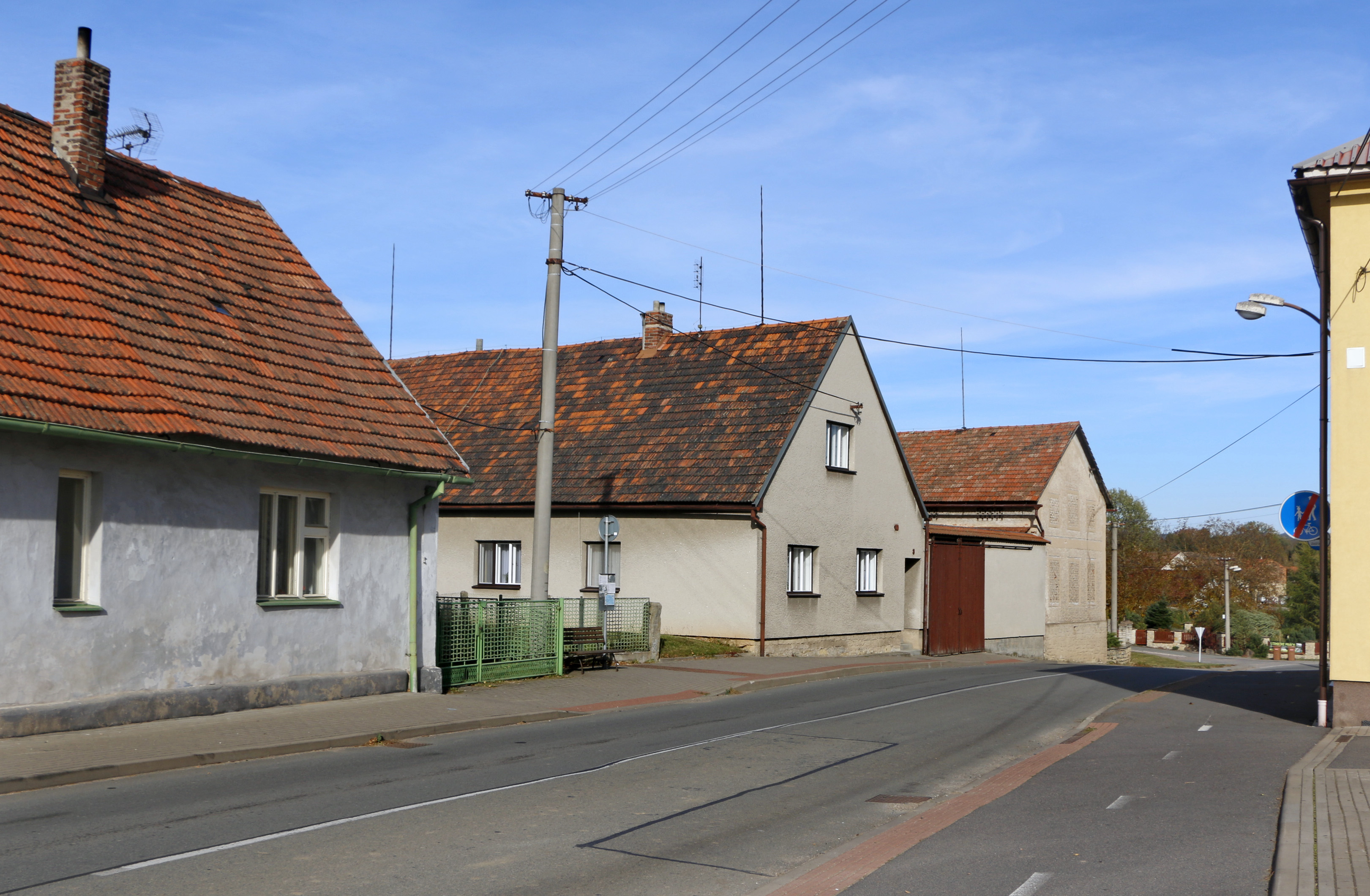
Silnice v Zářecké Lhotě